# Kota Matsum I
Kota Matsum I is een bestuurslaag in het regentschap Medan van de provincie Noord-Sumatra, Indonesië. Kota Matsum I telt 11.437 inwoners (volkstelling 2010).